# Parijs-Roubaix 2014
De 112e editie van de wielerwedstrijd Parijs-Roubaix werd gehouden op 13 april 2014. De wedstrijd maakte deel uit van de UCI World Tour 2014. De koers werd gewonnen door Niki Terpstra, die solo over de finish kwam, gevolgd door John Degenkolb, die de sprint van de tweede groep wist te winnen. Als derde eindigde titelverdediger Fabian Cancellara.

## Kasseistroken
| Sector | Kilometer | Naam                                | Lengte (km) | Zwaarte |
| ------ | --------- | ----------------------------------- | ----------- | ------- |
| 28     | 97,5      | Troisvilles à Inchy                 | 2,2         | 3       |
| 27     | 104       | Viesly à Quiévy                     | 1,8         | 3       |
| 26     | 106,5     | Quiévy à Saint-Python               | 3,7         | 4       |
| 25     | 111       | Saint-Python                        | 1,5         | 2       |
| 24     | 119,5     | Solesmes à Haussy                   | 0,8         | 2       |
| 23     | 126       | Saulzoir à Verchain-Maugré          | 1,2         | 2       |
| 22     | 130,5     | Verchain-Maugré à Quérénaing        | 1,6         | 3       |
| 21     | 135       | Quérénaing à Famars                 | 1,2         | 2       |
| 20     | 140,5     | Maing à Monchaux-sur-Écaillon       | 1,6         | 3       |
| 19     | 153       | Haveluy à Wallers                   | 2,5         | 4       |
| 18     | 161,5     | Trouée d'Arenberg                   | 2,4         | 5       |
| 17     | 167,5     | Wallers à Hélesmes (Pont Gibus)     | 1,6         | 3       |
| 16     | 174,5     | Hornaing à Wandignies-Hamage        | 3,7         | 4       |
| 15     | 182       | Warlaing à Brillon                  | 2,4         | 3       |
| 14     | 185       | Tilloy à Sars-et-Rosières           | 2,4         | 4       |
| 13     | 191,5     | Beuvry-la-Forêt à Orchies           | 1,4         | 3       |
| 12     | 196,5     | Orchies                             | 1,7         | 3       |
| 11     | 202,5     | Auchy-lez-Orchies à Bersée          | 2,7         | 4       |
| 10     | 208       | Mons-en-Pévèle                      | 3,0         | 5       |
| 9      | 214       | Mérignies à Avelin                  | 0,7         | 2       |
| 8      | 217,5     | Pont-Thibaut à Ennevelin            | 1,4         | 3       |
| 7      | 223,5     | Templeuve (Moulin de Vertain)       | 0,5         | 2       |
| 6      | 230       | Cysoing à Bourghelles               | 1,3         | 4       |
| 6      | 232,5     | Bourghelles à Wannehain             | 1,1         | 3       |
| 5      | 237       | Camphin-en-Pévèle                   | 1,8         | 4       |
| 4      | 240       | Carrefour de l'Arbre                | 2,1         | 5       |
| 3      | 242       | Gruson                              | 1,1         | 2       |
| 2      | 249       | Willems à Hem                       | 1,4         | 2       |
| 1      | 256       | Roubaix (Espace Charles Crupelandt) | 0,3         | 1       |

## Deelnemende ploegen
| 18 UCI World Tour-ploegen | 18 UCI World Tour-ploegen | 18 UCI World Tour-ploegen | 7 wildcards                  |
| ------------------------- | ------------------------- | ------------------------- | ---------------------------- |
| AG2R La Mondiale          | FDJ.fr                    | Movistar                  | Bretagne-Séché Environnement |
| Astana                    | Garmin Sharp              | Omega Pharma-Quick-Step   | Cofidis                      |
| Belkin                    | Giant-Shimano             | Orica-GreenEdge           | IAM Cycling                  |
| BMC Racing Team           | Lampre-Merida             | Sky ProCycling            | Team NetApp-Endura           |
| Cannondale                | Lotto-Belisol             | Tinkoff-Saxo              | Topsport Vlaanderen-Baloise  |
| Europcar                  | Katjoesja                 | Trek Factory Racing       | Unitedhealthcare             |
|                           |                           |                           | Wanty-Groupe Gobert          |

## Verloop
In een droge en daardoor stoffige editie kozen acht renners na 23 kilometer de aanval. De vluchtersgroep bestond naast de Belgen Kenny Dehaes, Tim De Troyer en David Boucher uit de Fransen Benoît Jarrier en Clément Koretzky, de Duitser Andreas Schillinger, de Slowaak Michael Kolář en de Amerikaan John Murphy. Bij het aansnijden van de eerste van 28 kasseistroken bedroeg de voorsprong meer dan acht minuten.
In het Bos van Wallers werd de kopgroep door lekke banden uitgedund. De Troyer, Jarrier, Schillinger en Murphy bleven vooraan over. De favorieten in het peloton kwamen schadevrij over de gevreesde kasseistrook. Onder meer Alexander Kristoff, Grégory Rast en Jan Bárta hadden minder geluk. De Noor Kristoff verliet even later per ambulance de wedstrijd.
Op de kasseistrook van Hornaing trok een versnelling van Omega Pharma-Quick-Step het peloton uiteen. Tom Boonen reed vervolgens voor een tweede keer lek, waarna de storm ging liggen. Op de strook van Beuvry-la-Forêt probeerde Boonen het opnieuw. Met een indrukwekkende demarrage maakte hij de overstap naar een groepje renners tussen het peloton en de vluchters, waar onder meer Thor Hushovd, Geraint Thomas en Maarten Tjallingii deel van uitmaakten. De vroege vluchters werden ingelopen en achter gelaten.
Hoewel de samenwerking in de kopgroep niet optimaal was, groeide de voorsprong van de groep-Boonen na Mons-en-Pévèle uit tot meer dan een halve minuut. Belkin had ondertussen Tjallingii ingewisseld voor Bram Tankink. Bert De Backer, Jasper Stuyven en Yannick Martinez maakten de kopgroep compleet.
Toen de voorsprong op begon te lopen richting de minuut, volgden er vanuit de achtergrond speldenprikken van Sep Vanmarcke en Peter Sagan. Boonen besloot het solo te proberen, maar kwam niet weg. Na de kasseien van Cysoing kwamen Sagan en Maarten Wynants bij de koplopers. Sagan ging er met 21 kilometer te gaan zelf vandoor. Op Camphin-en-Pévèle werd de groep-Boonen ingelopen. Vanmarcke, Fabian Cancellara, Zdeněk Štybar en John Degenkolb gingen op jacht naar Sagan, die op Carrefour de l'Arbre ingerekend werd.
De vijf werden met nog negen kilometer te gaan vergezeld door zes renners, waardoor er een kopgroep van elf man ontstond. Omega Pharma-Quick-Step was met drie man vertegenwoordigd. Op zes kilometer van de aankomst plaatste Niki Terpstra een versnelling. Doordat in de achtervolging de samenwerking ontbrak groeide zijn voorsprong tot twintig seconden. Terpstra werd niet meer bijgehaald, waardoor hij de grootste overwinning uit zijn carrière kon boeken.

## Uitslag
| Plaats  | Naam                | Ploeg                   | Tijd     |
| ------- | ------------------- | ----------------------- | -------- |
| Winnaar | Niki Terpstra       | Omega Pharma-Quick-Step | 6u09'01" |
| 2       | John Degenkolb      | Giant-Shimano           | + 20"    |
| 3       | Fabian Cancellara   | Trek Factory Racing     | z.t.     |
| 4       | Sep Vanmarcke       | Belkin                  | z.t.     |
| 5       | Zdeněk Štybar       | Omega Pharma-Quick-Step | z.t.     |
| 6       | Peter Sagan         | Cannondale              | z.t.     |
| 7       | Geraint Thomas      | Sky ProCycling          | z.t.     |
| 8       | Sebastian Langeveld | Garmin Sharp            | z.t.     |
| 9       | Bradley Wiggins     | Sky ProCycling          | z.t.     |
| 10      | Tom Boonen          | Omega Pharma-Quick-Step | z.t.     |
| 11      | Bert De Backer      | Giant-Shimano           | + 26"    |
| 12      | Arnaud Démare       | FDJ.fr                  | + 47"    |
| 13      | Bernhard Eisel      | Sky ProCycling          | z.t.     |
| 14      | Sébastien Turgot    | AG2R-La Mondiale        | z.t.     |
| 15      | Björn Leukemans     | Wanty-Groupe Gobert     | z.t.     |
| 16      | Stijn Vandenbergh   | Omega Pharma-Quick-Step | z.t.     |
| 17      | Greg Van Avermaet   | BMC Racing Team         | z.t.     |
| 18      | Jos van Emden       | Belkin                  | z.t.     |
| 19      | Thor Hushovd        | BMC Racing Team         | + 1' 05" |
| 20      | Jempy Drucker       | Wanty-Groupe Gobert     | z.t.     |

1896 · 
1897 · 
1898 · 
1899 · 
1900 · 
1901 · 
1902 · 
1903 · 
1904 · 
1905 · 
1906 · 
1907 · 
1908 · 
1909 · 
1910 · 
1911 · 
1912 · 
1913 · 
1914 · 
1915 · 
1916 · 
1917 · 
1918 · 
1919 · 
1920 · 
1921 · 
1922 · 
1923 · 
1924 · 
1925 · 
1926 · 
1927 · 
1928 · 
1929 · 
1930 · 
1931 · 
1932 · 
1933 · 
1934 · 
1935 · 
1936 · 
1937 · 
1938 · 
1939 · 
1940 · 
1941 · 
1942 · 
1943 · 
1944 · 
1945 · 
1946 · 
1947 · 
1948 · 
1949 · 
1950 · 
1951 · 
1952 · 
1953 · 
1954 · 
1955 · 
1956 · 
1957 · 
1958 · 
1959 · 
1960 · 
1961 · 
1962 · 
1963 · 
1964 · 
1965 · 
1966 · 
1967 · 
1968 · 
1969 · 
1970 · 
1971 · 
1972 · 
1973 · 
1974 · 
1975 · 
1976 · 
1977 · 
1978 · 
1979 · 
1980 · 
1981 · 
1982 · 
1983 · 
1984 · 
1985 · 
1986 · 
1987 · 
1988 · 
1989 · 
1990 · 
1991 · 
1992 · 
1993 · 
1994 · 
1995 · 
1996 · 
1997 · 
1998 · 
1999 · 
2000 · 
2001 · 
2002 · 
2003 · 
2004 · 
2005 · 
2006 · 
2007 · 
2008 · 
2009 · 
2010 · 
2011 ·
2012 · 
2013 ·
2014 ·
2015 ·
2016 ·
2017 ·
2018 ·
2019 ·
2020 · 
2021 · 
2022 · 
2023 · 
2024 · 
2025
 Tour Down Under · 
 Parijs-Nice · 
 Tirreno-Adriatico · 
 Milaan-San Remo · 
 Ronde van Catalonië · 
 E3 Harelbeke · 
 Gent-Wevelgem · 
 Ronde van Vlaanderen · 
 Ronde van het Baskenland · 
 Parijs-Roubaix · 
 Amstel Gold Race · 
 Waalse Pijl · 
 Luik-Bastenaken-Luik · 
 Ronde van Romandië · 
 Ronde van Italië · 
 Critérium du Dauphiné · 
 Ronde van Zwitserland · 
 Ronde van Frankrijk · 
 Clásica San Sebastián · 
 Ronde van Polen · 
  Eneco Tour · 
 Ronde van Spanje · 
 Vattenfall Cyclassics · 
 GP Ouest France-Plouay · 
 Grote Prijs van Quebec · 
 Grote Prijs van Montreal · 
 UCI Ploegentijdrit · 
 Ronde van Lombardije · 
 Ronde van Peking